# Регаль

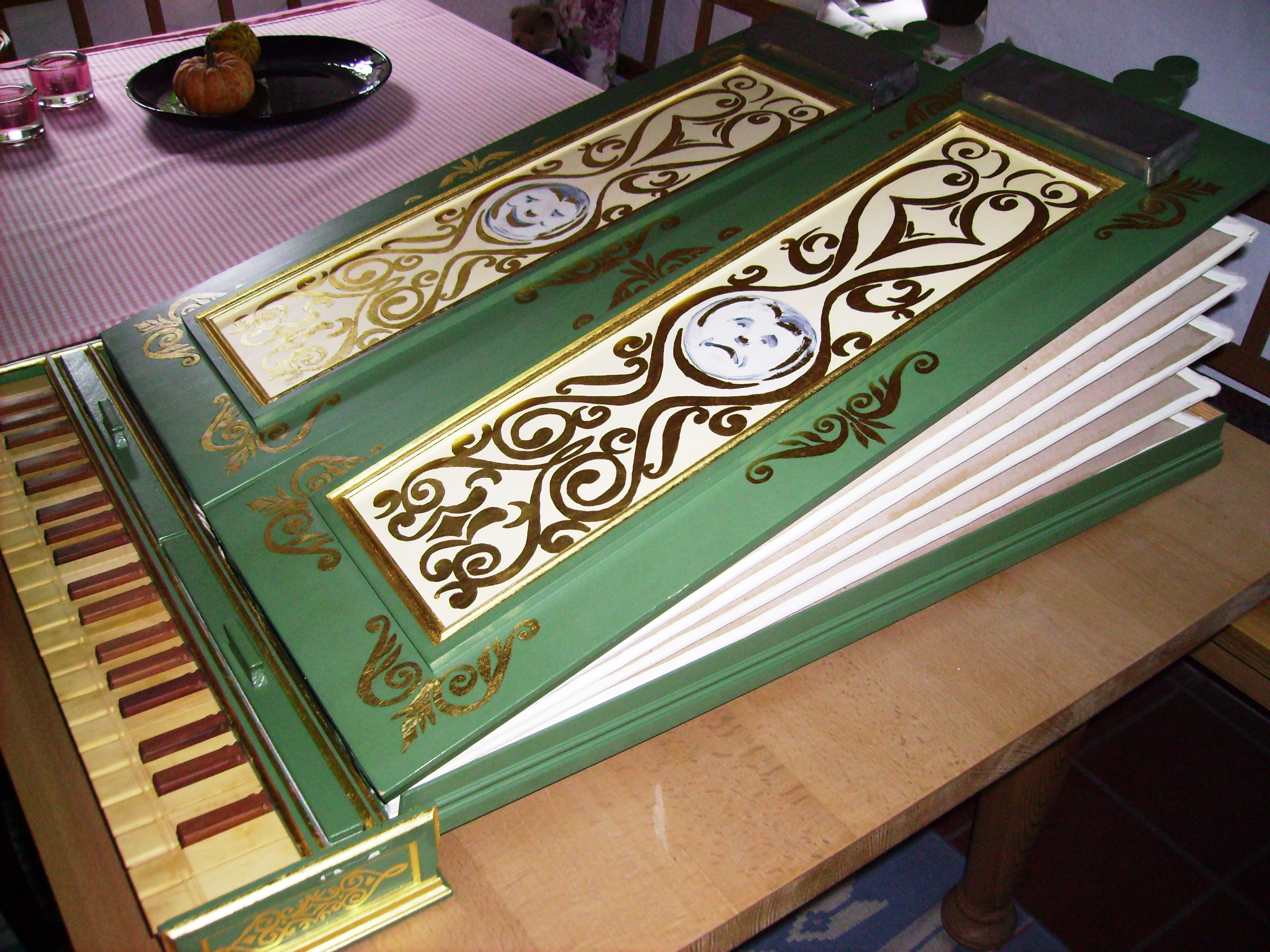
Современная (1988) копия регаля ок. 1660 г. Германский национальный музей (Нюрнберг)

Рега́ль (фр. régale, нем. Regal) — переносной орган с язычковыми трубами без раструбов, с бьющими языками. Регаль, имевший форму складывающейся книги (нем. Bibelregal), употреблялся в основном в придворной и домашней музыке в Европе XVI—XVIII веков; его клали на стол, иногда ставили на ножки. В России первое дошедшее до нас упоминание о «регалии» в исторических документах относится к 1636 году. В 1687 году в казне Оружейной палаты хранились обветшалые и испорченные «арганы четыреугольные с рыгалом». 
Словом «регаль» также называется язычковый регистр органа, трубы которого помещаются обычно на мануале брустверка. Использование регистра регаля характерно для музыки эпохи барокко.